# El muchacho persa
El muchacho persa es una novela histórica de Mary Renault, publicada en 1972. El narrador es Bagoas, un joven persa de familia aristocrática que es capturado por los enemigos de su padre, castrado y vendido como esclavo al rey Darío III, que hace de él su favorito. Finalmente se convierte en el amante y más estimado servidor de Alejandro Magno, que destrona a Darío y captura el Imperio persa. La narración de Bagoas se sitúa tanto desde el punto de vista persa de la conquista como de la visión intima de la personalidad del conquistador.
Esta novela es la segunda narración de la trilogía que Renault escribió sobre Alejandro, constituida por Fuego del paraíso, El muchacho persa y Juegos funerarios.

## Argumento
Como otras novelas de Renault, este libro también privilegia el tema del amor homosexual. El muchacho persa es notable por su evocación de la pederastia y efebofilia en la antigua Grecia, donde las relaciones entre hombres adultos y adolescentes eran cosa común. En la novela, Bagoas tiene 15 años cuando inicia su relación con Alejandro, que tenía unos 26. Renault describe la relación hasta su final, la muerte de Alejandro, cuando Bagoas tiene unos 22 años.